# 盈江石斛
盈江石斛（学名：Dendrobium dantaniense）又名段谷石斛，是兰科石斛属下的一种兰花，分布于泰国、越南、缅甸和中国云南地区。

## 特征描述
盈江石斛为附生草本植物，茎丛生，梭形，具凹槽，呈黄色，具有数节，叶2-5枚近聚生于枝茎顶端。叶片呈长圆状披针形，两面无毛。
花序从无叶的茎节上发出，近头状，常具4-6朵花，花黄色具紫红色条纹和斑点。花苞片卵形；子房圆柱形，黄色带紫红色条纹至紫红色；侧萼片宽三角形，基部靠合成短萼囊；中萼片宽卵形；花瓣倒卵形；唇瓣3裂，宽卵状长圆形，侧裂片三角形，直立，呈黄色至紫红色，中裂片短，金黄色。花期为7-9月。